# ویشنگتسه
ویشنگتسه (به لاتین: Wisznice) یک روستا در لهستان است که در گمینا ویشنگتسه واقع شده‌است. ویشنگتسه ۱٬۵۵۹ نفر جمعیت دارد.